# دانشکده پزشکی سوسه
دانشکده پزشکی سوسه (به عربی: کلیة الطب بسوسة) یک دانشگاه دولتی در تونس است که در سوسه واقع شده‌است.